# Педро Манфредіні
Педро Манфредіні (ісп. Pedro Manfredini; 7 вересня 1935, Майпу — 21 січня 2019, Рим, Італія) — аргентинський футболіст, що грав на позиції нападника. Виступав, зокрема, за клуб «Рома», а також національну збірну Аргентини.
Чемпіон Аргентини. Володар Кубка Італії. Володар Кубка ярмарків. У складі збірної — володар Кубка Америки.

## Клубна кар'єра
У дорослому футболі дебютував 1957 року виступами за команду клубу «Расинг» (Авельянеда), в якій провів два сезони, взявши участь у 39 матчах чемпіонату.
Своєю грою за цю команду привернув увагу представників тренерського штабу клубу «Рома», до складу якого приєднався 1959 року. Відіграв за «вовків» наступні шість сезонів своєї ігрової кар'єри. Більшість часу, проведеного у складі «Роми», був основним гравцем атакувальної ланки команди. У складі «Роми» був одним з головних бомбардирів команди, маючи середню результативність на рівні 0,59 голу за гру першості. За цей час виборов титул володаря Кубка Італії, ставав володарем Кубка ярмарків.
Протягом 1965—1966 років захищав кольори команди клубу «Брешія».
Завершив професійну ігрову кар'єру у клубі «Венеція», за команду якого виступав протягом 1966—1968 років.

## Виступи за збірну
1959 року дебютував в офіційних матчах у складі національної збірної Аргентини. Протягом кар'єри у національній команді, яка тривала усього один рік, провів у формі головної команди країни 3 матчі, забивши 2 голи. Був у складі збірної учасником і переможцем чемпіонату Південної Америки 1959 року (Аргентина).

## Статистика виступів

### Статистика клубних виступів
| Сезон   | Клуб      | Чемпіонат | Чемпіонат | Чемпіонат |
| Сезон   | Клуб      | Ліга      | Ігор      | Голів     |
| ------- | --------- | --------- | --------- | --------- |
| 1959-60 | «Рома»    | A         | 24        | 16        |
| 1960-61 | «Рома»    | A         | 31        | 20        |
| 1961-62 | «Рома»    | A         | 22        | 14        |
| 1962-63 | «Рома»    | A         | 25        | 19        |
| 1963-64 | «Рома»    | A         | 15        | 5         |
| 1964-65 | «Рома»    | A         | 13        | 3         |
| 1965-66 | «Брешія»  | A         | 8         | 1         |
| 1966-67 | «Венеція» | A         | 14        | 3         |
| 1967-68 | «Венеція» | B         | 9         | 1         |

## Титули і досягнення

### Командні
- Чемпіон Аргентини (1):

«Расинг» (Авельянеда): 1958
- Володар Кубка Італії (1):

«Рома»: 1963-64
- Володар Кубка ярмарків (1):

«Рома»: 1960-61
- Володар Кубка Америки (1): 1959 (Аргентина)

### Особисті
- Найкращий бомбардир Серії А (1):

1962-63;
- Найкращий бомбардир Кубка Італії (1):

1963-64 (4)
- Найкращий бомбардир Кубка ярмарків (2):

1960-61 (12), 1962-63 (6)